# Magic Christian Music
| 전문가 평가                       | 전문가 평가 |
| 평가 점수                         | 평가 점수   |
| 출처                              | 점수        |
| --------------------------------- | ----------- |
| AllMusic                          | [ 1 ]       |
| The Encyclopedia of Popular Music | [ 2 ]       |
| Mojo                              | [ 3 ]       |
| MusicHound Rock                   | 2/5         |
| Rolling Stone                     | (positive)  |
| Tom Hull                          | B+ ()       |

《Magic Christian Music》은 1970년 1월 9일, 애플 레코드를 통해 발매된 영국의 록 밴드 배드핑거의 두 번째 스튜디오 음반이다. 이 음반은 배드핑거라는 이름으로 그들의 첫 번째 발매였으며, 1969년에 아이비스라는 이름으로 《Maybe Tomorrow》라는 음반을 발매했다. 이 음반에는 폴 매카트니가 작사, 작곡하고 제작한 밴드의 첫 번째 국제적 히트곡 〈Come and Get It〉이 포함되어 있다.
14개의 트랙 중 7개는 이 음반을 위해 새로 녹음되었고 나머지 곡들은 싱글 〈Maybe Tomorrow〉와 〈Dear Angie〉를 포함하여 소수의 국제 시장에서만 제한적으로 발매되었던 〈Maybe Tomorrow〉에서 재활용되었다. 새로운 트랙 중 3개는 이 음반에 제목을 부여하기도 한 영화 《매직 크리스찬》에 등장했다. 그러나 《Magic Christian Music》은 이 영화의 공식 사운드트랙 음반이 아니다.

## 배경
《매직 크리스찬》을 위한 영화 사운드트랙에는 영화의 포문을 연 그들의 미국/영국 톱10 히트곡 〈Come and Get It〉과 타이틀 테마인 〈Carry on Till Tomorrow〉를 포함하여 영화를 위해 의뢰된 배드핑거의 신곡 3곡이 실렸다. 켄 손의 부수적인 음악도 포함된 사운드트랙 음반은 원래 애플 레코드에서 발매될 예정이었지만 영화에 썬더클랩 뉴먼의 노래 〈Something in the Air〉가 추가되어 그것을 막았다. 대신 사운드트랙 음반은 미국에서는 잘 알려지지 않은 커먼웰스 유나이티드 레코드 레이블과 영국의 파이에서 발매되었다. 그 결과 미국에서 홍보를 거의 받지 못했고 미국 음반 구매자들에게는 대부분 알려지지 않은 상태로 남아있었다.
이 틈을 이용하기 위해 애플 레코드는 자체적으로 "가짜 사운드트랙"을 발매했다. 애플은 《Maybe Tomorrow》 음반에서 이 영화의 3개의 배드핑거 곡을 4개의 미발표 곡과 7개의 오래된 트랙(그들이 여전히 아이비스로 알려졌을 때 그 그룹에 의해 발매되었다)과 결합했는데, 이 곡은 독일, 일본, 이탈리아에서만 발매된 후 1969년에 시장에서 빠르게 철수했다. 이전에 발매된 아이비스 곡들은 이 음반을 위해 특별히 재혼합되었으며, 그 과정에서 음질이 크게 향상되었다. 그 중 하나인 〈Fisherman〉도 이 발매를 위해 편집되었다.
영화에 사용된 세 개의 배드핑거 트랙인 〈Come and Get It〉, 〈Rock of All Ages〉, 〈Carry on Till Tomorrow〉는 가장 강력한 "비틀즈 결합"을 담고 있다. 그들은 폴 매카트니(첫 번째 곡도 매카트니가 작곡했다)가 프로듀싱했고, 〈Carry on Till Tomorrow〉의 현은 비틀즈 프로듀서 조지 마틴이 편곡하고 지휘했다. 이 음반의 다른 트랙들은 토니 비스콘티(아이비스 싱글과 마지막으로 만들어진 녹음인 〈Crimson Ship〉을 포함한 6곡)와 말 에번스(5곡)가 프로듀싱했다.

## 곡 목록
| #  | 제목                   | 작사·작곡                         | 재생 시간 |
| -- | ---------------------- | --------------------------------- | --------- |
| 1. | 〈Come and Get It〉    | 폴 매카트니                       | 2:21      |
| 2. | 〈Crimson Ship〉       | 피트 햄, 톰 에번스, 마이크 기빈스 | 3:42      |
| 3. | 〈Dear Angie〉         | 론 그리피스                       | 2:39      |
| 4. | 〈Fisherman〉          | 에번스                            | 2:24      |
| 5. | 〈Midnight Sun〉       | 햄                                | 2:46      |
| 6. | 〈Beautiful and Blue〉 | 에번스                            | 2:40      |
| 7. | 〈Rock of All Ages〉   | 햄, 에번스, 기빈스                | 3:16      |

| #   | 제목                       | 작사·작곡                    | 재생 시간 |
| --- | -------------------------- | ---------------------------- | --------- |
| 8.  | 〈Carry on Till Tomorrow〉 | 햄, 에번스                   | 4:47      |
| 9.  | 〈I'm in Love〉            | 햄                           | 2:26      |
| 10. | 〈Walk Out in the Rain〉   | 햄                           | 3:27      |
| 11. | 〈Angelique〉              | 에번스                       | 2:28      |
| 12. | 〈Knocking Down Our Home〉 | 햄                           | 3:40      |
| 13. | 〈Give It a Try〉          | 햄, 에번스, 기빈스, 그리피스 | 2:31      |
| 14. | 〈Maybe Tomorrow〉         | 에번스                       | 2:51      |